# Friuli Latisana
Friuli Latisana è una denominazione di origine controllata istituita nel 1975 e assegnata ad alcuni vini prodotti in Friuli-Venezia Giulia.

## Territorio
Il suo territorio si estende sulla Bassa friulana sudoccidentale e comprende dodici comuni della provincia di Udine. 
La sede del relativo Consorzio Tutela Vini a Denominazione di Origine Controllata Friuli Latisana si trova a Udine presso il centro regionale per il potenziamento della vitivinicoltura.